# Anne Coutureau
 (mars 2020).
Anne Coutureau est une comédienne, metteuse en scène et autrice française, née le 21 novembre 1970, formée à l'école Claude Mathieu.

## Biographie
En 1997, aux côtés de Jean-Luc Jeener, elle participe à l'ouverture du Théâtre du Nord-Ouest et signe ses premières mises en scène.
En 2002, elle fonde la compagnie Théâtre vivant, avec Carlotta Clerici, Mitch Hooper et Yvan Garouel dont elle reprend, seule, la direction en 2012.
Par ailleurs, elle enseigne l'art dramatique et dirige des stages de recherche et de formation pour comédiens professionnels et des ateliers pour comédiens amateurs. Dans ce cadre, elle a écrit et mis en scène huit pièces : Alléluia !, Féminin, Enchaînés, Le Parfum de l'aube, D'un côté à l'autre, D'aimer, Eve et Encore des mots.

## Théâtre

### Mises en scène
- 1997 : La Critique de l'École des femmes de Molière
- 1997 : L'Homme de paille de Georges Feydeau
- 1998 : Les Trois Sœurs de Tchekhov
- 1999 : Interdit de Jean-Luc Jeener, Théâtre du Nord-Ouest
- 2002 : Le Foulard de Jean-Luc Jeener, Théâtre du Nord-Ouest
- 2003 : La Chanson de septembre de Serge Kribus, Vingtième théâtre
- 2006 : Alléluia ! d'Anne Coutureau
- 2007 : Féminin, d'Anne Coutureau
- 2008 : Enchaînés, d'Anne Coutureau
- 2009 : L'École des femmes de Molière, Théâtre du Nord-Ouest
- 2010 : Deux papas très bien, de Labiche
- 2011 : D'un côté à l'autre, d'Anne Coutureau
- 2012 : D'aimer, d'Anne Coutureau,
- 2012 : Naples millionnaire !  d'Eduardo De Filippo, Théâtre de la Tempête
- 2013 : Ève d'Anne Coutureau,
- 2014 : Un jour en été de Jon Fosse
- 2015 : L'École des femmes de Molière, Théâtre du Nord-Ouest
- 2016 : Don Juan, de Molière, La Cartoucherie, Théâtre de la Tempête.
- 2018 : Encore des mots  (création) d'Anne Coutureau, Théâtre du Blanc-Mesnil
- 2022 : Andromaque de Racine, Théâtre de Suresnes, Théâtre de L'Épée de Bois

### Comédienne
(avant 2000)
- Thomas More ou l'Homme libre de Jean Anouilh (crypte Sainte-Agnès) : Ann Boleyn
- La Source de Patrice Lecadre
- Les Femmes savantes de Molière : Henriette
- Huis clos de Jean-Paul Sartre : Estèle
- Feu la mère de Madame de Feydeau : Yvonne
- Les Derniers Hommes de Jean-Luc Jeener
- Le Jeu de l'amour et du hasard de Marivaux : Silvia
- Mon Isménie d'Eugène Labiche : Isménie
- L'Avare de Molière : Élise
- Oncle Vania d'Anton Tchekhov : Elena
- Andromaque de Jean Racine : Andromaque
- L'amour existe de Mitch Hooper

(après 2000)
- 2000 : On ne badine pas avec l'amour d'Alfred de Musset mise en scène Laurence Hétier
- 2001 : Les Caprices de Marianne de Musset : Marianne
- 2002 : La Mission de Carlotta Clerici, Théâtre du Nord-Ouest et Théâtre Aktéon
- 2002 : Lenclos ou la Liberté d'Hippolyte Wouters, mise en scène Anthéa Sogno
- 2003 : Théâtre de Jean-Luc Jeener, mise en scène Carlotta Clerici
- 2004 : Partage de midi de Paul Claudel
- 2005 : L'Envol de et mis en scène par Carlotta Clerici, Vingtième Théâtre[3]
- 2005 : Confiteor d’Antoine d'Arjuzon
- 2006 : Mir, Mir de et mis en scène par Pamella Edouard
- 2006 : Jehanne, une fille en prison de Cyril Roche
- 2007 : La Clôture de Jean-Luc Jeener, Théâtre du Nord-Ouest
- 2008 : Pure Apparence de et mis en scène par Benoît Marbot, théâtre Montansier de Versailles
- 2009 : Thérapie antidouleur de Laura Forti, Théâtre de la Manufacture des Abbesses
- 2012 : L'Affaire de Jean-Louis Bauer et Philippe Adrien, mise en scène Philippe Adrien, Théâtre de la Tempête
- 2013 : C'est pas la fin du monde de et mis en scène par Carlotta Clerici, Théâtre de la Manufacture des Abbesses
- 2014 : Phèdre de Racine, mise en scène Jean-Luc Jeener, Théâtre du Nord-Ouest
- 2015 : Andorra, de Max Frisch, mise en scène Fabian Chappuis, Théâtre 13, Paris
- 2016 : Le Cercle de craie caucasien, mise en scène Cécile Tournesol, région Île-de-France
- 2017 : La Proposition d’Hippolyte Wouters, et mis en scène par Carlotta Clerici, Théâtre Poche Montparnasse, Théâtre 14, Tournée en Belgique
- 2021 :  Kaïros d’Elsa Triolet et mis en scène par Quentin Defalt, Théâtre 13
- 2021 :  Macbeth de Shakespeare  mis en scène par  Mitch Hooper
- 2023 : L'Espèce humaine de Robert Antelme mis en scène par Patrice Le Cadre

## Filmographie
- 2001 : Quels temps font-ils ? (Une introduction aux temps des physiciens). Réalisation Hervé Lièvre.